# بينيلوبي مادي
بينيلوبي مادي (مواليد 4 يوليو عام 1950) هي فيلسوفة أمريكية، وأستاذة متميزة في علم المنطق وفلسفة العلوم والرياضيات في جامعة كاليفورنيا، إرفاين. معروفة بعملها المؤثر في فلسفة الرياضيات حيث عملت على الواقعية الرياضية (خاصة نظرية المجموعات) وطبيعانية الرياضيات.

## التعليم
حصلت مادي على درجة الدكتوراة من جامعة برينستون عام 1979. أشرف جون بي بورغس على رسالتها بعنوان «طبيعانية نظرية المجموعات».

## العمل الفلسفي
بداية عمل مادي بلغ ذروته في واقعية الرياضيات، وأيد موقف كورت غودل بأن الرياضيات هي الوصف الحقيقي لحقل منفصل عن العقل، ويمكننا ادراكه من خلال الحدس. ورغم ذلك، اقترحت مادي أن بعض الكيانات الرياضية هي في الواقع محددة، على عكس غودل الذي افترض أن الكائنات الرياضية مجردة. اقترحت بينيلوبي مادي أن المجموعات يمكن أن تكون فعالة سببياً، وأنها في الحقيقة تتشارك في كل الخصائص السببية الزمانية والمكانية مع عناصرها. وبذلك فعندما يرى المرء ثلاثة أكواب على المنضدة، فهو يرى أيضاً المجموعة. واستخدمت الأعمال المعاصرة في العلوم المعرفية وعلم النفس لتدعم هذا الرأي، مشيرة إإلى أنه مثلما في عمر بعينه نبدأ في رؤية الأشياء بدلاً من مجرد الإدراك الحسي؛ فهناك أيضاً عمر بعينه نبدأ فيه برؤية مجموعات بدلاً من مجرد كيانات.
في التسعينات، غيرت موقفها إلى طبيعانية الرياضيات . ومثل كواين، يشير موقفها نحو طبيعانية الرياضيات أنه بما أن العلم هو أنجح مشروع لنا حتى الآن لمعرفة العالم، ينبغي على الفلاسفة اعتماد أساليب العلم في منهجهم وخاصةً في مناقشة العلم. وصرحت مادي في إحدى المقابلات:«إذا كنت من» أنصار الطبيعانية «، فأنت تعتقد أنه لا ينبغي أن يُنظر للعلم بمعايير خارج العلم، ولا يتطلب تصديقاً خارج العلم».ومع ذلك، بدلاً من تكوين صورة موحدة للعلوم مثل كواين، كان لديها تصور فيه الرياضيات منفصلة.
وبهذه الطريقة تكون الرياضيات غير مدعومة أو مقيضة بإحتياجات وأهداف العلم، لكنها تخضع لمعاييرها الخاصة. يعني هذا أن الإهتمامات الميتافزيقية التقليدية واهتمامات نظرية المعرفة في غير موضعهما بالنسبة لفلسفة الرياضيات. ومثل فيتغنشتاين فهي ترجح أن كل هذه الألغاز تنشأ في الأساس بسبب تطبيق اللغة خارج مجال تأثيرها الصحيح.
تخصصت مادي في فهم وشرح الطرق التي يستخدمها أنصار نظرية المجموعات في الاتفاق على المسلمات، وخاصة ما وراء نظرية المجموعات حسب تسيرميلو-فرانكل.

## جوائز
بينيلوبي مادي عضوة في الأكاديمية الأمريكية للفنون والعلوم منذ ١٩٩٨. كما منحتها الجمعية الرياضياتية الألمانية منصب محاضر جاوس عام ٢٠٠٦.

## منشورات مختارة
- Maddy, Penelope (June 1988). "Believing the Axioms, I". Journal of Symbolic Logic. 53 (2): 481–511
- Realism in Mathematics, Oxford University Press, 1990.
- Maddy, Penelope (September 1988). "Believing the Axioms, II". Journal of Symbolic Logic. 53 (3): 736–764.
- Naturalism in Mathematics, Oxford University Press, 1997.
- Second Philosophy, Oxford University Press, 2007.
- Defending the Axioms, Oxford University Press, 2011.
- What do Philosophers Do? Skepticism and the Practice of Philosophy, Oxford University Press, 2017.

## وصلات خارجية
- Penelope Maddy's faculty page
- Penelope Maddy: a philosopher you can count on – Portrait in Scientific American by Laura Vanderkam, 13 January 2009
- Interview at 3AM Magazine